# Mike Mareen
Uwe-Michael Wischhoff, mer känd under artistnamnet Mike Mareen, född 9 november 1949 i Västberlin, är en tysk sångare, låtskrivare och musiker. Han är uppväxt i Lüneburg. Hans karriär inom musiken inleddes i Hamburg med musikgruppen Cemetery Institution.
Mike Mareen tog sig senare till New York där han spelade med flera amerikanska grupper. Han återkom senare till Europa och började då satsa på Italo disco.